# Kozeari, Pidvolociîsk
Kozeari (în ucraineană Козярі) este un sat în comuna Nove Selo din raionul Pidvolociîsk, regiunea Ternopil, Ucraina.

## Demografie
Componența lingvistică a localității Kozeari
     Ucraineană (100%)
Conform recensământului din 2001, toată populația localității Kozeari era vorbitoare de ucraineană (100%).